# Sutton-Alpine (Alaska)
Sutton-Alpine es un lugar designado por el censo ubicado en el borough de Matanuska-Susitna en el estado estadounidense de Alaska. En el Censo de 2020 tenía una población de 1038 habitantes y una densidad poblacional de 6,96 personas por km².

## Geografía
Sutton-Alpine se encuentra en las coordenadas 61°43′51″N 148°52′42″O / 61.73083, -148.87833. Según la Oficina del Censo de los Estados Unidos, Sutton-Alpine tiene una superficie total de 150.16 km², de la cual 149.17 km² corresponden a tierra firme y (0.66%) 1 km² es agua.

## Demografía
Según el censo de 2010, había 1447 personas residiendo en Sutton-Alpine. La densidad de población era de 9,64 hab./km². De los 1447 habitantes, Sutton-Alpine estaba compuesto por el 69.8% blancos, el 2.42% eran afroamericanos, el 16.79% eran amerindios, el 1.8% eran asiáticos, el 0.41% eran isleños del Pacífico, el 0.35% eran de otras razas y el 8.43% pertenecían a dos o más razas. Del total de la población el 4.77% eran hispanos o latinos de cualquier raza.

## Galería de imágenes

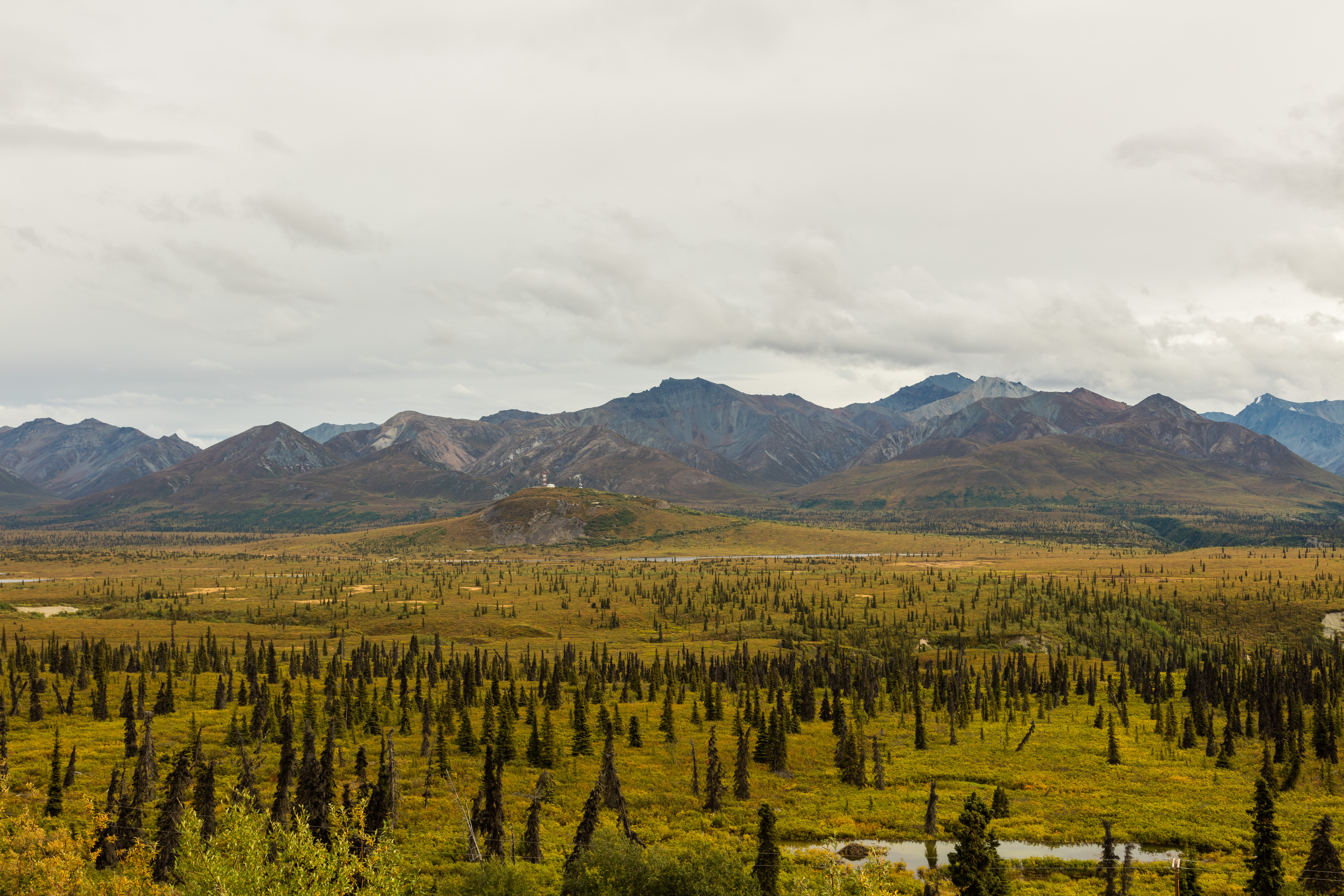
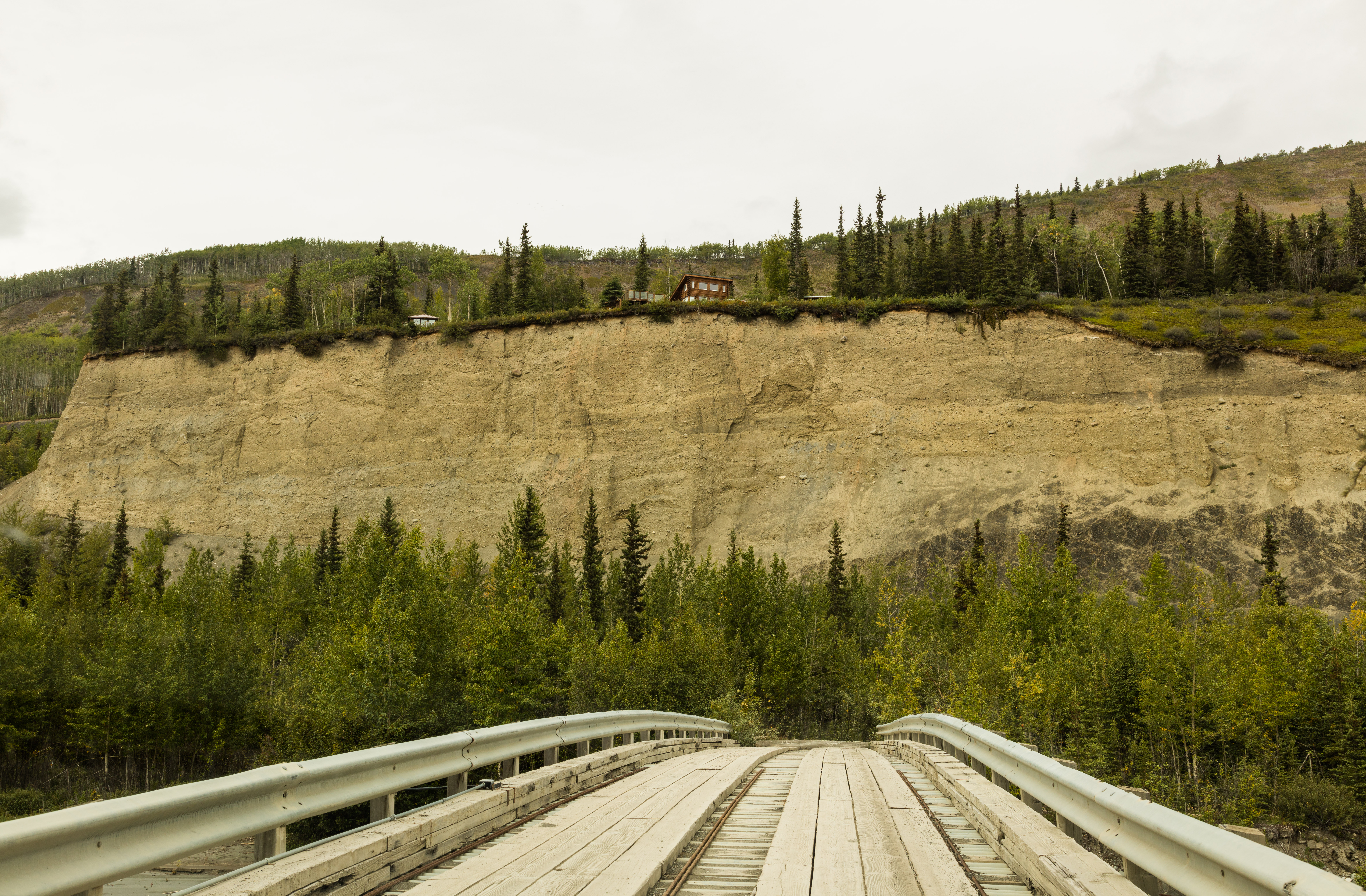
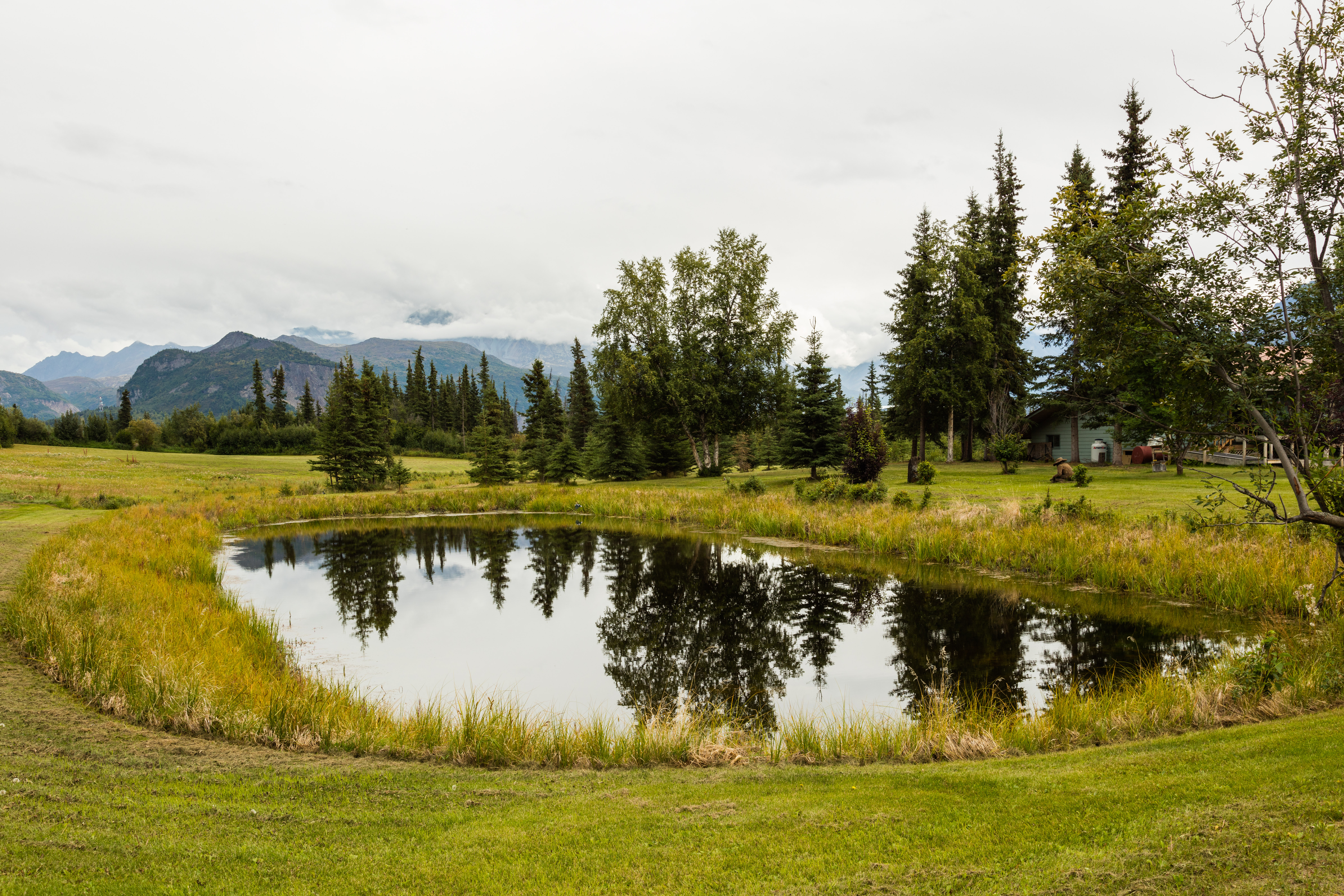